# جون كيز (عسكري)
جون كيز (بالإنجليزية: John Keyes)‏ هو عسكري أمريكي، ولد في 24 أكتوبر 1744 في Ashford, Connecticut ‏ في الولايات المتحدة، وتوفي في 13 أبريل 1824 في كاناجوهاري في الولايات المتحدة.